# ТЕС Ямама (Ер-Ріяд)
24°37′7″ пн. ш. 46°46′37″ сх. д. / 24.61861° пн. ш. 46.77694° сх. д.
ТЕС Ямама (Ер-Ріяд) — теплова електростанція у центральній частині Саудівської Аравії, яка обслуговує цементний завод компанії Yamama Saudi Cement.
В 2005 році розташований у індустріальній зона на півдні Ер-Ріяду цементний завод отримав власну електростанцію із п’яти встановлених на роботу у відкритому циклі газових турбін потужністю по 25 МВт.
В 2007-му ввели в дію другу чергу із чотирьох газових турбін тією саме потужністю по 25 МВт (можливо відзначити, що цього року стала до ладу і нова черга цементного заводу, яка збільшила його потужність майже у двічі). 
Як паливо станція використовує природний газ, що надходить на південь Ер-Ріяду по трубопроводу  Схід-Захід – Ер-Ріяд.